# Remigiusz Pośpiech
Remigiusz Józef Pośpiech (ur. 1957 w Wodzisławiu Śląskim) – dr hab. nauk teologicznych, profesor nauk humanistycznych, muzykolog. Dyrektor Instytutu Muzykologii Uniwersytetu Wrocławskiego.

## Życiorys
Absolwent muzykologii Katolickiego Uniwersytetu Lubelskiego w 1982, gdzie studiował pod kierunkiem ks. prof. Karola Mrowca. Habilitował się w 2004 na Uniwersytecie Opolskim na podstawie pracy Muzyka wielogłosowa w celebracji eucharystycznej na Śląsku w XVII i XVIII wieku. Tytuł naukowy profesora otrzymał w 2015. Specjalizuje się w muzyce kościelnej. Był kierownikiem Katedry Muzyki Kościelnej i Wychowania Muzycznego Wydziału Teologicznego Uniwersytetu Opolskiego. Został kierownikiem Zakładu Muzykologii Historycznej w Instytucie Muzykologii Uniwersytetu Wrocławskiego. Objął stanowisko zastępcy przewodniczącego Komitetu Nauk o Sztuce PAN w kadencji 2015-2018.
Zainteresowania badawcze Pośpiecha obejmują historię muzyki powszechnej XVII i XVIII w., historię polskiej religijnej kultury muzycznej do poł. wieku XIX, kulturę muzyczną Śląska w perspektywie historycznej, a także kulturę muzyczną klasztoru na Jasnej Górze. Do zakresu jego badań należy również muzyka liturgiczna w Polsce po Soborze Watykańskim II oraz dokumentacja i inwentaryzacja źródeł muzycznych.
Pełni funkcję dyrektora Instytutu Muzykologii Uniwersytetu Wrocławskiego.
W 2022 został odznaczony Srebrnym Krzyżem Zasługi.

## Wybrane publikacje (książki)
- R. Pośpiech, R. Pierskała (red.), Kultura i sztuka w służbie Eucharystii, Opole 1997, ISBN 83-86865-71-7,
- R. Pośpiech, Bożonarodzeniowa muzyka na Jasnej Górze w XVIII i XIX wieku, Opole 2000, ISBN 83-88071-33-5,
- R. Pośpiech, Muzyka wielogłosowa w celebracji eucharystycznej na Śląsku w XVII i XVIII wieku, Opole 2004, ISBN 83-88939-73-4,
- R. Pośpiech, P. Tarlinski (red.), Johannes Nucius. Epoka, duchowość, życie i twórczość Opole 2008, ISBN 978-83-60244-76-0,
- R. Pośpiech (red.), Józef Elsner 1769-1854. Życie – działalność – epoka, Opole 2013, ISBN 978-83-63950-16-3,
- P. Gancarczyk, L. Hlavkova-Mrackova, R. Pośpiech (red.), The Musical Culture of Silesia before 1742. New Contexts - New Perspectives, Frankfurt am Main 2013, ISBN 978-3-631-63414-1.